# Astroblepus festae
Astroblepus festae är en fiskart som först beskrevs av Boulenger, 1898.  Astroblepus festae ingår i släktet Astroblepus och familjen Astroblepidae. Inga underarter finns listade.